# Liste der Mitglieder der Volkskammer der DDR
Die Liste der Mitglieder der Volkskammer der DDR gibt einen Überblick über alle Mitglieder der Volkskammer der DDR.
- Liste der Mitglieder der Volkskammer der DDR (1. Wahlperiode) (1950–1954)
- Liste der Mitglieder der Volkskammer der DDR (2. Wahlperiode) (1954–1958)
- Liste der Mitglieder der Volkskammer der DDR (3. Wahlperiode) (1958–1963)
- Liste der Mitglieder der Volkskammer der DDR (4. Wahlperiode) (1963–1967)
- Liste der Mitglieder der Volkskammer der DDR (5. Wahlperiode) (1967–1971)
- Liste der Mitglieder der Volkskammer der DDR (6. Wahlperiode) (1971–1976)
- Liste der Mitglieder der Volkskammer der DDR (7. Wahlperiode) (1976–1981)
- Liste der Mitglieder der Volkskammer der DDR (8. Wahlperiode) (1981–1986)
- Liste der Mitglieder der Volkskammer der DDR (9. Wahlperiode) (1986–1990)
- Liste der Mitglieder der Volkskammer der DDR (10. Wahlperiode) (1990)